# Rivières (Gard)
Rivières – miejscowość i gmina we Francji, w regionie Oksytania, w departamencie Gard.
Według danych na rok 1990 gminę zamieszkiwało 227 osób, a gęstość zaludnienia wynosiła 23 osoby/km² (wśród 1545 gmin Langwedocji-Roussillon Rivières plasuje się na 686. miejscu pod względem liczby ludności, natomiast pod względem powierzchni na miejscu 763.).